# Санта-Клара (Жужуй)
Санта-Клара (ісп. Santa Clara) — місто у передгір'ї аргентинських Анд. Адміністративний центр департаменту Санта-Барбара у провінції Жужуй.

## Клімат
Місто знаходиться у зоні, котра характеризується вологим субтропічним кліматом. Найтепліший місяць — грудень із середньою температурою 24,6 °C. Найхолодніший місяць — червень, із середньою температурою 13,1 °С.
| Клімат Санта-Клари      | Клімат Санта-Клари | Клімат Санта-Клари | Клімат Санта-Клари | Клімат Санта-Клари | Клімат Санта-Клари | Клімат Санта-Клари | Клімат Санта-Клари | Клімат Санта-Клари | Клімат Санта-Клари | Клімат Санта-Клари | Клімат Санта-Клари | Клімат Санта-Клари | Клімат Санта-Клари |
| Показник                | Січ.               | Лют.               | Бер.               | Квіт.              | Трав.              | Черв.              | Лип.               | Серп.              | Вер.               | Жовт.              | Лист.              | Груд.              | Рік                |
| Середній максимум, °C   | 30,6               | 29,2               | 27,3               | 24,4               | 22,3               | 19,7               | 20,6               | 23,4               | 26,4               | 29,1               | 30,2               | 31,2               | 26,2               |
| Середня температура, °C | 24,5               | 23,5               | 22                 | 19,1               | 16,3               | 13,1               | 13,3               | 15,5               | 18,3               | 21,9               | 23,4               | 24,6               | 19,6               |
| Середній мінімум, °C    | 18,6               | 18                 | 17                 | 14,1               | 10,7               | 7,1                | 6                  | 7,8                | 11                 | 14,5               | 16,7               | 18,3               | 13,3               |
| Норма опадів, мм        | 168.9              | 149.5              | 144.7              | 53.9               | 12.5               | 4.5                | 2.9                | 5.1                | 7.5                | 33.5               | 68                 | 110.7              | 761.7              |
| Днів з опадами          | 13,1               | 12,5               | 12,8               | 8,4                | 4,8                | 2,8                | 2,2                | 1,6                | 2,6                | 5,9                | 9,4                | 12,1               | 88,2               |
| Вологість повітря, %    | 77.5               | 80.5               | 81.5               | 80.3               | 78.6               | 76.7               | 69.8               | 61.8               | 56.6               | 59.2               | 65                 | 71                 | 71.5               |
| ----------------------- | ------------------ | ------------------ | ------------------ | ------------------ | ------------------ | ------------------ | ------------------ | ------------------ | ------------------ | ------------------ | ------------------ | ------------------ | ------------------ |
| Джерело: Weatherbase    |                    |                    |                    |                    |                    |                    |                    |                    |                    |                    |                    |                    |                    |